# Helleborus lividus
Helleborus lividus es una especie de plantas de la familia Ranunculaceae.

## Descripción

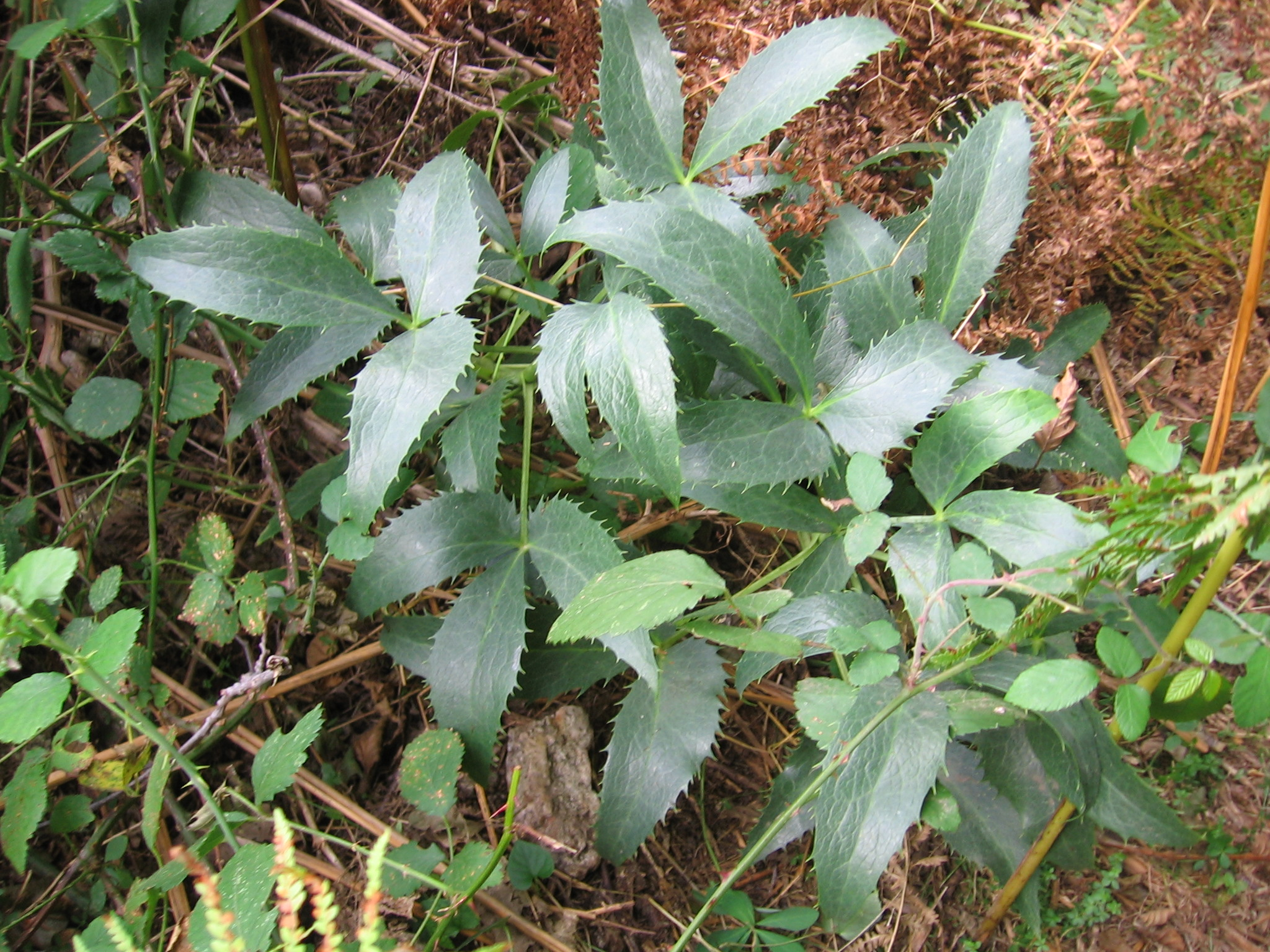
H. lividus corsicus en Évisa (Córcega)

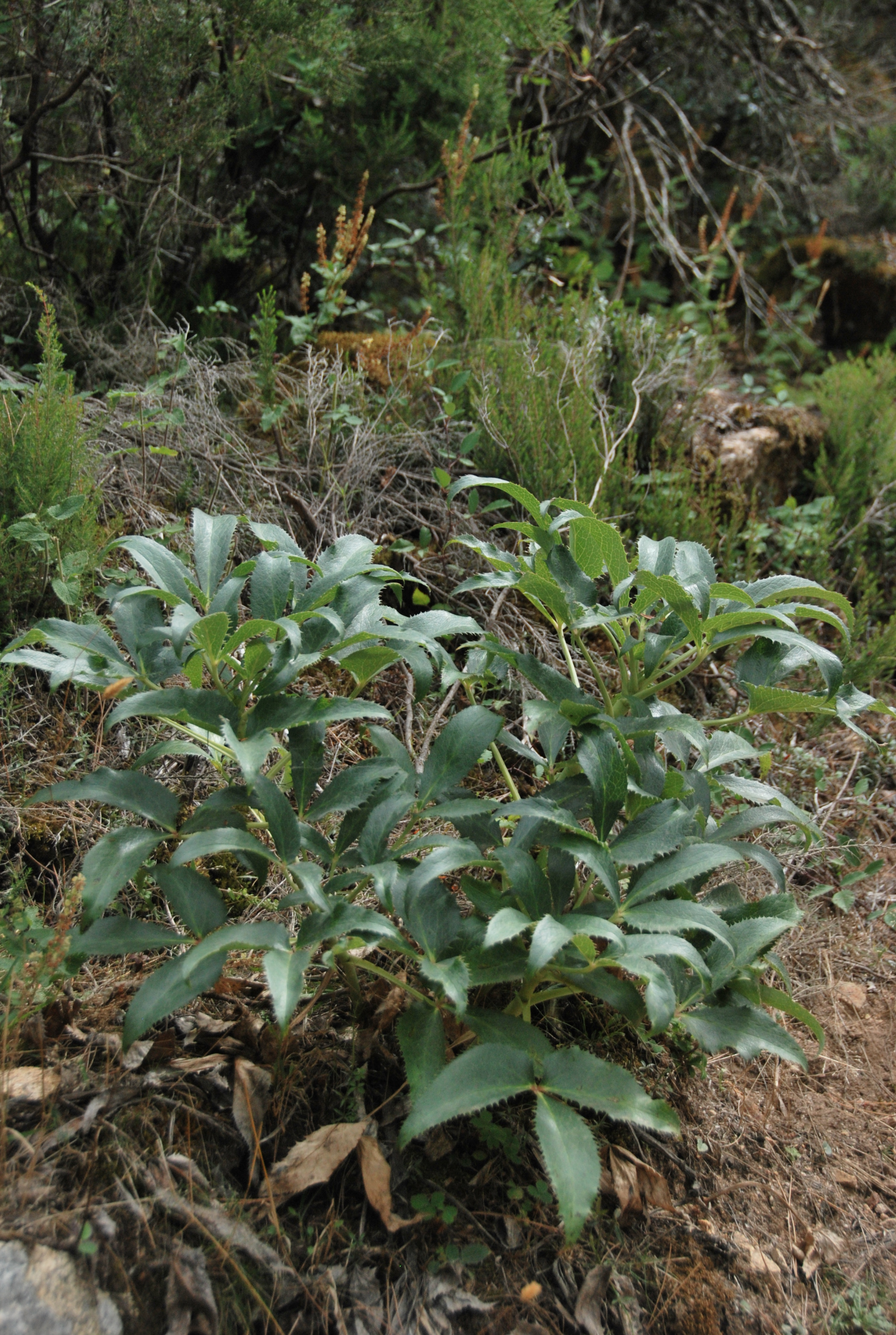
Vista de la planta

Es una planta herbácea perenne con hojas verdes oscuro- azuladas y flores verdes claro que se abren casi completamente en pleno invierno. Las flores no son olorosas y la planta alcanza los 45 cm de alto y 30 cm de ancho, siendo tolerante a las heladas y a la falta de agua. Se propaga por semillas.

## Distribución y hábitat
Es natural de Mallorca y posiblemente de Cabrera (España). Esta forma balear fue considerada por Aiton como la nominal de la especie: Helleborus lividus lividus. El mismo botánico nominó la forma de Córcega y Cerdeña como Helleborus lividus corsicus.

## Taxonomía
Helleborus lividus fue descrita por William Aiton y publicado en Botanical Magazine 2: , t. 72. 1789.
Citología
Número de cromosomas de Helleborus lividus (Fam. Ranunculaceae) y táxones infraespecíficos: 2n=32.
Etimología
Ver: Helleborus
lividus: epíteto latíno que significa "color plomizo".
Sinonimia
- Helleborus argutifolius Viv.
- Helleborus corsicus Willd.
- Helleborus trifolius Mill.
- Helleborus lividus subsp. lividus Aiton
- Helleborus triphyllus Lam.[4][5]

## Nombres comunes
- Castellano: eléboro blanco, hierba llavera, palònia blanca, palònia borda.[4]